# Alberto Selva
Alberto Selva (ur. 21 września 1964) – sanmaryński polityk, prawnik, kapitan regent San Marino od 1 października 2007. Urząd ten, razem z Mirko Tomassonim, zajmował przez pół roku, do 1 kwietnia 2008.

## Kariera polityczna
Selva jest członkiem Sojuszu Powszechnego Demokratów San Marino na rzecz Republiki (Alleanza Popolare dei Democratici Sammarinesi per la Repubblica). Jest absolwentem prawa na Uniwersytecie Bolońskim. W skład Wielkiej Rady Generalnej (parlament) został wybrany podczas wyborów w czerwcu 2006.